# Uno strano tipo
Uno strano tipo è un film del 1963 diretto da Lucio Fulci.

## Trama
Adriano Celentano, accompagnato dall'impresario Giovanni e dalla banda musicale de I Ribelli, va a trascorrere una vacanza ad Amalfi assieme alla fidanzata Emanuela per convincere il padre di lei, il commendatore Mazzolani, a prenderla in sposa.
Appena giunto a destinazione, però, la popolazione locale incomincia a trattarlo in malo modo e ad insultarlo. Ciò è dovuto ad un singolare equivoco: infatti Peppino, un ragazzo ingenuo e balbuziente, sfruttato dal bieco truffatore Cannarulo come sosia di Celentano (che sembra proprio lui), ha inconsapevolmente messo incinta ed abbandonato una popolana, Carmelina, da cui ha avuto un figlio, Pasqualino. La ragazza pensa allora di affidare Pasqualino a Celentano, credendolo Peppino; il cantante, non appena si ritrova il bambino nella sua stanza d'albergo, cerca di nasconderlo per evitare grossi scandali. Gli equivoci continuano finché Peppino, dietro consiglio di un frate, si ravvede e decide di sposare Carmelina.

## Curiosità
- È il film che fece incontrare per la prima volta Celentano e la Mori.